# Електра (Еврипид)
 Тази статия е за трагедията от Еврипид.  За трагедията от Софокъл вижте Електра (Софокъл).  За образа на Електра в древногръцката митология като цяло вижте Електра.
„Електра“ (старогр. Ἠλέκτρα) е старогръцка трагедия, написана от Еврипид. Твърди се, че е създадена около 420 г. пр.н.е.

## Мит и предистория
Електра е дъщеря на Агамемнон и Клитемнестра, сестра на Ифигения и Орест. Враждата между съпрузите Агамемнон и Клитемнестра се заражда, заради извършеното от Агамемнон убийство над Ифигения. Той погубва дъщерята на жена си в чест на богинята Артемида, за да получи подкрепата ѝ в битката за Троя. След като Агамемнон отплава да воюва, Клитемнестра и нейният любовник Егист скрояват коварен план срещу Агамемнон.

## Сюжет
Агамемнон се завръща в своя град Аргос след битката в Троя. Междувременно, докато е бил на война, жена му Клитемнестра изготвя план с любовника си Егист да го убият и да превземат властта му. Те осъществяват плана си, извършват убийството над съпруга ѝ и узурпират трона и властта в Аргос. Законен наследник на трона е Орест – синът на Агамемнон. Той е прогонен от царството, тъй като заговорниците се страхуват, че един ден той ще научи истината и ще пожелае да отмъсти за убития си баща и за отнетата, но полагаща му се власт. Електра остава в бащиния дом. Егист смята и нея да погуби, но за да предпази дъщеря си, Клитемнестра осуетява намеренията му. Тогава Егист решава да омъжи Електра за обикновен селянин, като по този начин се увери, че няма да роди деца от някой знатен мъж и тронът няма да бъде застрашен. Орест научава за съдбата на сестра си и решава да я намери, след което да я направи своя съучастница в отмъщението за погубения им баща. При срещата на Орест с Електра, Електра не успява да разпознае брат си. Той е дошъл заедно със своя приятел Пилад. Пристига старецът, възпитателят на Агамемнон, който преди време е спасил Орест, изпращайки го във Фокида. Той разпознава Орест и с голяма радост съобщава на Електра, че този странник е нейният брат. Като потвърждение на твърдението си той изтъква сходството в стъпалата им и цвета на косите им. Тя осъзнава, че това наистина е нейният изгубен брат. Електра и Орест започват да съставят план как да убият първо Егист, а после и майка им. Обмислят и планират действията си, решават, че Орест ще се заеме с убийството на Егист, а Електра с това на Клитемнестра. Когато Егист кани Орест на жертвоприношение се разкрива удобен момент Орест да осъществи замисленото. Той убива Егист. След това свое действие, Орест е обвзет от съмнения и колебания дали постъпват правилно, отмъщавайки за баща си. Електра го обвинява в малодушие като разбира за колебанията му. Те продължават да се придържат към идеята си. Електра измисля начин да примами майка ѝ, за да могат да я убият. Казва ѝ, че е родила и че трябва да се принесе дар на боговете. Майка ѝ се среща с нея. Двамата я убиват. Веднага след извършеното те осъзнават, че са допуснали огромна грешка, заслепени от силното си желание за мъст. Разбират, че са извършили огромен грях. Орест като майцеубиец не може да остане в своя град и напуска Аргос, а Електра се омъжва за неговия приятел – Пилад.

## Действащи лица
1. Селянин – съпругът на Електра
2. Електра – дъщеря на Клитемнестра и Агамемнон, сестра на Орест
3. Орест – син на Клитемнестра и Агамемнон, брат на Електра
4. Пилад – приятел на Орест
5. Хор – знатни микенски девойки
6. Старец – възпитателят на Агамемнон. Съучастник на Електра и Орест
7. Вестител
8. Клитемнестра – майка на Електра и Орест, съпруга на Агамемнон, любовница на Егист
9. Диоскурите – юначни момци на Зевс, богове.

## Структура
- Пролог – изгражда се основната тема, запознава с героите. Селянин, Електра, Орест и Пилад Селянинът разказва за Агамемнон – как е потеглил за Троя, превзел я е, а когато се е завърнал „умря от Клитемнестрините хитрости и под ръката на Егист“. Селянинът разказва още, че Орест е скрит при Строфий, за да не го убият. Електра е останала в Аргос, но Егист е искал да я убие. Клитемнестра не се е съгласила, затова Егист е омъжил Електра за селянина и я е изпратил далеч от палата, за да не роди наследник, който да си отмъсти. Електра приема селянина за свой приятел и му е благодарна за разбирането и подкрепата, но същевременно е много гневна и нещастна, че е принудена да живее така и жадува за отмъщение. Орест и Пилад я търсят, защото брат ѝ иска да му помогне за отмъщението. Електра: „Чакам, злочестата аз, ела, ти, спасителят мой, ти, мъстителят за смъртта, за жалката бащина смърт, и спри нозете скитнишки в Аргос!”.
- Парод – Хорът уговаря Електра да иде на празника на Хера. Хорът казва на Електра, че жителите на Аргос честват празник и девойките се събират при храма на Хера, но Електра не иска да отиде, защото на страданията ѝ не подобават тържества. Хора ѝ казва: „не с вопъл, а с молебна реч щастие ще постигнеш“. Тя обаче се оплаква, че боговете не са я чули и са я оставили да страда.
- Първи епизод – изобразява срещата между Орест и Електра. хор, Електра, Орест, Пилад, селянина Орест се показва, но сестра му не го познава. Електра му разказва за живота си. Той се представя за пратеник и казва, че брат ѝ е жив. Когато я пита дали би му помогнала да убие майка им, тя казва: „О, да умра, но да погубя майка си”. Електра за Орест: „Позор! Бащата да сломи фригийците, а той да не унищожи един човек – той, младият, синът на благороден мъж!“. Селянинът се връща и кани Орест и Пилад в хижата. Орест е впечатлен от гостоприемството и доблестта на домакина. Тогава казва: “Уви, не съществува знак за доблест! Виждал съм нищожни синове на благородници или от прости люде рожби доблестни“. Електра праща селянина при стария наставник на баща си, за да му съобщи, че Орест е жив.
- Първи стазим –Хор. Възхвала на ахейските герои. Хорът разказва за Троя, за Ахил и дори за неговия щит и доспехи. Свършва с това, че безчестната Клитемнестра е погубила вожда на такива славни герои и някой ден ще си плати.
- Втори епизод – срещата на Електра и Орест със Стареца. Старецът разказва за гроба на Агамемнон и предлага на Електра начините за разпознаване на Орест, които използва Есхил в „Хооефори“ (сравнение на кичури коса, сравнение на отпечатъците стъпки, наметката, която Електра е направила за брат си, когато са били деца). Електра отхвърля всички тези възможности и по този начин Еврипид иронизира похватите на разпознаване в  „Орестия“ на Есхил. Когато старецът вижда Орест го разпознава и в началото Електра не вярва, но после старецът ѝ казва да види белега на веждата на Орест, който е получил при падане заради преследване на сърна. Тогава Електра го разпознава. Тя е много щастлива, защото той ще отмъсти на убийците на баща ѝ. Казва: „бих отрекла и безсмъртните, ако неправдата вземе връх над правото“. Старецът казва, че Егист готви пиршество и Орест трябва да отиде да го убие, а Електра възкликва: „сама ще уредя смъртта на майка си“. Тя предлага стареца да излъже Клитемнестра, че Електра е родила момче и щом майка ѝ дойде – да я убият.
- Втори стазим – Предишните беди в дома на Атридите Хорът разказва легендата за Тиест, който с помощта на Аеропа, съпругата на неговия брат Атрей, получил златното агне, а то осигурявало на притежателя си царската власт. Зевс се разгневил и настанала суша. Но хорът не вярва, че за злото на един човек са били наказани всички. Той казва: „Но страшните басни, които плашат човека, са полезни за култа на бога“.
- Трети епизод – убийството на Егист. Хор, Електра, вестител Вестителят разказва на Електра как Орест е убил Егист: Егист го е поканил на пиршеството и когато се е навел да огледа вътрешностите на жертвеното животно, Орест го убил. Електра ликува: „О, светлина, о колесницо слънчева! О Земьо! Нощ, в която бях удавена! Сега свободни вече са очите ми: убиецът на татко падна, мъртъв е!“.
- Четвърти епизод – възникването на колебания в Орест, относно убийството на майка им. Решеността на Електра. Електра, Орест, Пилад, Клитемнестра Електра говори на тялото на Егист за това как е порочен, а майка ѝ – непочтена. Изразява възмущението си от това, че в техния брак Клитемнестра е била мъжа, а той – жената, и тя го е командвала. Когато виждат, че майка им се приближава, Орест и Елекра започват спор за това дали трябва да я убият. „Орест: Какво ще правим? Ще убием майка си? Електра: Като съгледа майка ни, смили ли се? Орест: Ах! Но как? Нали ме е родила, гледала... Електра: Тъй както тя уби баща ни някога. (...) Орест: Възможно ли е да убия майка си? Електра: Какво от туй, ще отмъстиш за татка си! Орест: Ще тегнат върху мене кърви майчини! Електра: Баща да пренебрегнеш е безчестие! (...) Орест: Не вярвам в мъдростта на туй вещание! Електра: Не бивай слаб, не падай в малодушие!“ Орест много се колебае, но в крайна сметка Електра го убеждава. Тя е двигател на действието още от самото начало. Когато Клитемнестра идва, двете спорят дали убийството на Агамемнон е било правилно. Електра също така се оплаква, че е била изхвърлена от бащиния си дом. Електра: „„Баща ти, казваш ти, уби детето ми!“ Орест и аз какво ти бяхме сторили? Защо, като уби мъжа си, не на нас предаде бащиния дом, а чуждото легло пренесе там и купи брака си?“. Клитемнестра се опитва да убеди Електра, че е било най-добре за нея да я прогони извън двореца, за да не е близо до Егист. В крайна сметка Клитемнестра отстъпва като казва: „Пък и не съм дотолкова доволнау дъще моя, от делата си“, а по-късно и: „Да изучаваме/ нещата: оправдават ли омразата,/ да мразим с право; ако не — защо е тя?” Електра моли майка си да принесе жертва за десетдневното ѝ дете. Тя се съгласява и влиза в хижата.
- Четвърти стазим – Хор. Злодеянието на Клитемнестра. Хорът изразява радостта си, че правдата ще възтържествува и ще има възмездие за злото.
- Екзод – убиването на Клитемнестра. Угризенията и съжаленията на Орест и Електра за извършеното. Клитемнестра (зад сцената), Орест, Пилад, Електра, Диоскурите След убийството на Клитемнестра Орест, Електра и Пилад се явяват на сцената. Хорът е стъписан, че децата убивайт майка си, възкликва: „Не, няма по-злочести от потомците на Тантал, няма, нито пък е имало!“. Електра и Орест не са удовлетворени. Напротив – те се разкайват и страдат. Електра осъзнава, че е виновна, че е убила собствената си майка заради своята злоба. Хорът ѝ казва, че има грях и към брат си, защото го е подтикнала към убийството. Орест се обръща към Аполон, който също го е подтиквал към убийството, с думите: „Правда неясна възпяваше ти, ала ясно е страхотното зло, що ни прати“. Божията намеса не е била за добро, довела е само до страдания. Братът и сестрата осъзнават, че вече носят прозвището „майцеубийците“ и са отчаяни, защото, където и да отидат, никой няма да ги погледне. Не знаят какво да правят. Чрез похвата, въведен от Еврипид, deus ex machina, се появяват Диоскурите (братята близнаци Кастор и Полидевк, които са братя на Клитемнестра). Те разказват на Орест какво му предстои – гонения от Евменидите и съд в Атина, който ще спечели, защото ще има равенство в гласовете. Близнаците казват на Електра да се омъжи за Пилад. Боговете изразяват недоволство срещу Аполон: „Мъстта бе права, не и твойто действие. Че Феб... ах, Феб – но млъквам, той е царят ми. Мъдрец е, но не мъдър е съветът му”. По-късно казват и „на Феб нелепата реч“. Това показва, че боговете не винаги са прави, могат да взимат немъдри решения и да носят злини и страдания. Орест и Електра се разделят тъжни, Диоскурите отиват да спасяват хора в беда в морето, а хорът завършва трагедията с думите „Ако може човек да се радва, да бъде далече от злото – блажен е сред смъртните люде”.

## Тема, идея, основен конфликт
Темата е отмъщението. Електра и Орест отмъщават на Клитемнестра и Егист за убийството на баща им. Основната идея в творбата: Убийството не може да възвърне и възстанови нарушените хармония и спокойствие. Желанието за мъст се оказва пагубно дори за отмъстителите. Въпреки постигната цел Електра и Орест не изпитват удовлетворение, а угризение и съжаление.

## Адаптации
- „Електра“ – филм, 1962 г.